# Karabin SW-98
SW-98 (ros.  Снайперская Винтовка СВ-98) – rosyjski karabin wyborowy bazujący na sportowym karabinie Rekord-CISM. Używany przez jednostki specjalne armii rosyjskiej i jednostki podporządkowane MWD.

## Opis
SW-98 jest bronią powtarzalną, z zamkiem czterotaktowym. Zasilanie z wymiennego magazynka dziesięcionabojowego. Ciężka lufa samonośna zakończona tłumikiem płomieni. SW-98 jest wyposażony łoże i kolbę drewniane, z integralnym chwytem pistoletowym. Kolba ma regulowaną długość i wysokość. W przedniej części łoża można zamocować dwójnóg. SW-98 jest wyposażony w celownik optyczny (standardowo PKS-07 o powiększeniu 7x). Dodatkowo posiada mechaniczne przyrządy celownicze.